# Alexandre Rockwell
Pour les articles homonymes, voir Rockwell.
Alexandre Rockwell est un réalisateur, scénariste et producteur américain né en 1956.

## Biographie
Rockwell est le petit-fils du réalisateur de dessin animé russe Alexandre Alexeïeff qui est l'un des créateurs de la technique de la gravure animée.
De 1986 à 1996, il a été marié à l'actrice Jennifer Beals. Depuis le 8 février 2003, il est marié à l'actrice Karyn Parsons.
Beals le présente à Sam Rockwell, qu'il a par la suite dirigé dans quatre de ses films. Ils n'ont pas de liens de parenté.
Rockwell est actuellement enseignant en cinéma à l'Université de New York.

## Filmographie

### Comme réalisateur
- 1982 : Lenz
- 1983 : Hero (+ scénariste, directeur de la photographie et monteur)
- 1989 : Sons (+ scénariste)
- 1992 : In the Soup (+ scénariste)
- 1994 : Somebody to Love (+ scénariste)
- 1995 : Groom Service (Four Rooms) (segment : The Wrong Man) coréalisé avec Allison Anders, Robert Rodriguez et Quentin Tarantino (+ scénariste et producteur)
- 1998 : Louis & Frank (+ scénariste et producteur)
- 2002 : 13 Moons (+ scénariste et acteur)
- 2010 : Pete Smalls Is Dead (+ scénariste)
- 2013 : Little Feet (en) (+ scénariste)
- 2020 : Sweet Thing

### Comme acteur
- 1994 : Journal intime (Caro Diario) de Nanni Moretti : lui-même